# Gelspinnen
Gelspinnen (Gelextrusionsspinnen) ist ein Verfahren zur Herstellung von hochfesten, hochmoduligen Polyethylenfilamenten  aus Polyethylen ultrahoher Molekülmasse (UHMWPE – ultrahigh molecular weight polyethylene).  Es ist eine Kombination aus Trocken- und Nassspinnen und wird auch als Luftspaltspinnverfahren bezeichnet. Die   Polyethylenfilamente werden aus einer Lösung von 1 bis 2 Gew.-% UHMWPE (mittlere Molekülmasse Mw  ca. 5 bis 7 Millionen g/mol, gelöst in Xylol, Naphthalin oder Dekalin) hergestellt, da die Makromoleküle in reiner Form kaum zu verstrecken sind.
Das Gelspinnverfahren kann in folgende Hauptschritte unterteilt werden:
- kontinuierliche Extrusion der UHMWPE-Lösung
- Spinnen, Gelantieren und Kristallisation der UHMWPE-Lösung, wobei das entweder durch Kühlen und Extraktion oder durch Verdampfen des Lösungsmittels erfolgen kann
- sehr starkes Verstrecken und Beseitigung des verbliebenen Lösungsmittels gibt der Faser ihre endgültigen Eigenschaften.[4]

Die auf über 100 °C erhitzte UHHMPE-Lösung wird durch den Druck einer Spinnpumpe kontinuierlich durch die kreisrunden Löcher (ca. 1 mm Durchmesser) einer Spinndüse in ein Wasserbad extrudiert und rasch auf Raumtemperatur abgekühlt. Die rasche Abkühlung bewirkt, dass Teilstücke der Moleküle in Form von Mikrokristalliten auskristallisieren und andere in eine Art unterkühlte Lösung übergehen. Dabei entsteht der Gelfaden, der noch ca. 90 % Lösungsmittelmoleküle enthält. Aus dem Wasserbad wird der Faden abgezogen und einer Verstreck- und Trockeneinheit zugeführt. Durch das Trocknen wird das Lösungsmittel im Faden abgedampft. Das Verstrecken erfolgt bei ca. 140 °C und einem Streckverhältnis von 50 bis 100, wodurch die Fasermoleküle weitgehend in Faserrichtung ausgerichtet werden, was diesen UHHMPE-Filamenten die hohe Steifigkeit und Festigkeit verleiht.
Im Jahr 1979 erfand und patentierte die niederländische Stamicarbon B.V., die zu dieser Zeit ein Tochterunternehmen der DSM war, die HSHM (high-strength, high-modulus) -Polyethylenfaser und den Gelspinnprozess zu deren Erzeugung. Die Faser erhielt das eingetragene Warenzeichen Dyneema. Die kommerzielle Produktion findet seit 1990 statt.